# Ilhas do Rei Jorge

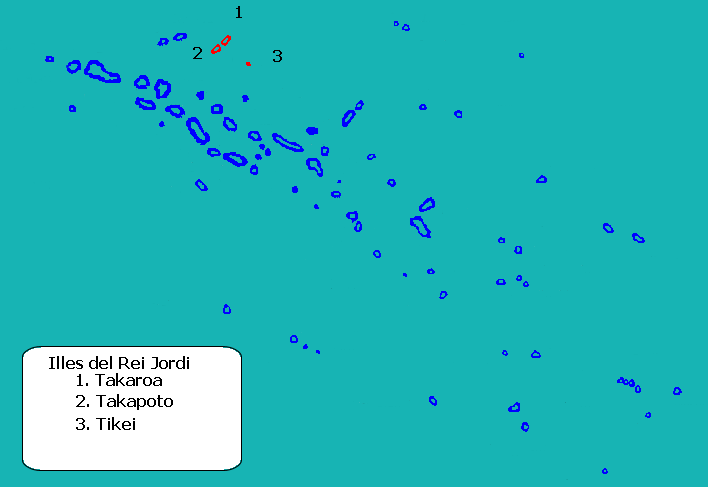
Localização das Ilhas do Rei Jorge.

As Ilhas do Rei Jorge (em francês Îles du Roi Georges) é um grupo de ilhas do arquipélago de Tuamotu, na Polinésia Francesa. Estão situadas a norte do arquipélago, no caminho entre o Taiti e as Marqueses.
As Ilhas do Rei Jorge incluem quatro atóis e uma ilha:
- Atol de Ahe
- Atol de Manihi: capital da comuna de Manihi
- Atol de Takapoto
- Atol de Takaroa: capital da comuna de Takaroa
- Ilha de Tikei: um antigo atol seco, longe e deserto

As Ilhas do rei Jorge formam uma das sete áreas linguísticas do tuamotu anomenada vahitu.

## Nota geográfica de nomenclatura
As Ilhas do Rei Jorge pertencentes ao Arquipélago de Tuamotu não devem ser confundidas com a Ilha do Rei Jorge na região antártica nas Ilhas Shetland do Sul.

## Administração
Administrativamente, existem duas comunas nas Ilhas do Rei Jorge:
- A Comuna de Manihi que consiste nos atóis Ahe e Manihi.
- A Comuna de Takaroa que consiste nos atóis Takaroa e Takapoto, e na Ilha de Tikei

## História
Estas ilhas foram baptizadas de King George Islands pelo inglês John Byron, que chegou a Takaroa e a Takapoto em Junho de 1765, em honra ao rei Jorge III da Inglaterra. As ilhas foram descobertas pelos neerlandeses Jacob Le Maire e Willem Schouten em 1616, chamando-as de Ilhas Sem Fundo (Sondre Grondt Eylandt) porque não puderam aí ancorar. Não se deram de conta de que eram duas ilhas e o erro custou a Jacob Roggeveen, no ano de 1722, perder um dos seus barcos num dos primeiros naufrágios no Pacífico Sul. Sem se darem de conta de que eram as mesmas de Le Maire e Schouten, Roggeveen denominou Takapoto como a Ilha Perniciosa.